# Framo
Framo — автопроизводитель в Веймарской республике, нацистской Германии, а затем и в ГДР, выпускавший лёгкие развозные грузовые автомобили и фургоны.

## История
В начале 20-х годов XX столетия в немецком городе Франкенберг Йоргеном Расмуссеном была открыта небольшая фабрика «Frankenberg Motorenbau» или сокращённо Framo, которая выпускала узлы и агрегаты для мотоциклов марки DKW. Затем Расмуссен решил выпускать на предприятии собственные автомобили. Это были трёхколёсные фургоны грузоподъёмностью 300 и 400 кг на базе узлов всё тех же мотоциклов DKW. К 30-м годам завод уже предлагал целую гамму трёхколёсных грузовиков, а с 1933 года на новом заводе в Хайнихене был освоен выпуск уже четырёхколёсных лёгких грузовых автомобилей Framo, которые от модели к модели постоянно совершенствовались. Их завод выпускал до 1943 года.
После Второй мировой войны завод Framo оказался в Советской зоне оккупации Германии, а после в ГДР. Он был национализирован и включён в состав государственного объединения IFA. Завод продолжил производство своей продукции. В конце 40-х — начале 50-х годов завод поставлял по репарациям в СССР свои автомобили. В 1951 году появилась новая модель лёгкого грузовика V901. В 1954 году появилась обновлённая модель V901/2. Марка Framo просуществовала до 1957 года, когда предприятие было переименовано в VEB Barkas-Werke. Завод продолжил выпуск автомобилей, но уже под маркой Barkas и на новых производственных площадях в Карл-Маркс-Штадте.